# Natien
Natien est une commune du Mali, dans le cercle et la région de Sikasso.
Le village de Natien fut fondé vers 1730 par un chasseur du Nom de Mekwa Ouattara venu du nord de la Côte d'Ivoire[réf. nécessaire].